# Monastère Saint-Nicolas de Jaffa
Pour les articles homonymes, voir Monastère de Saint-Nicolas.

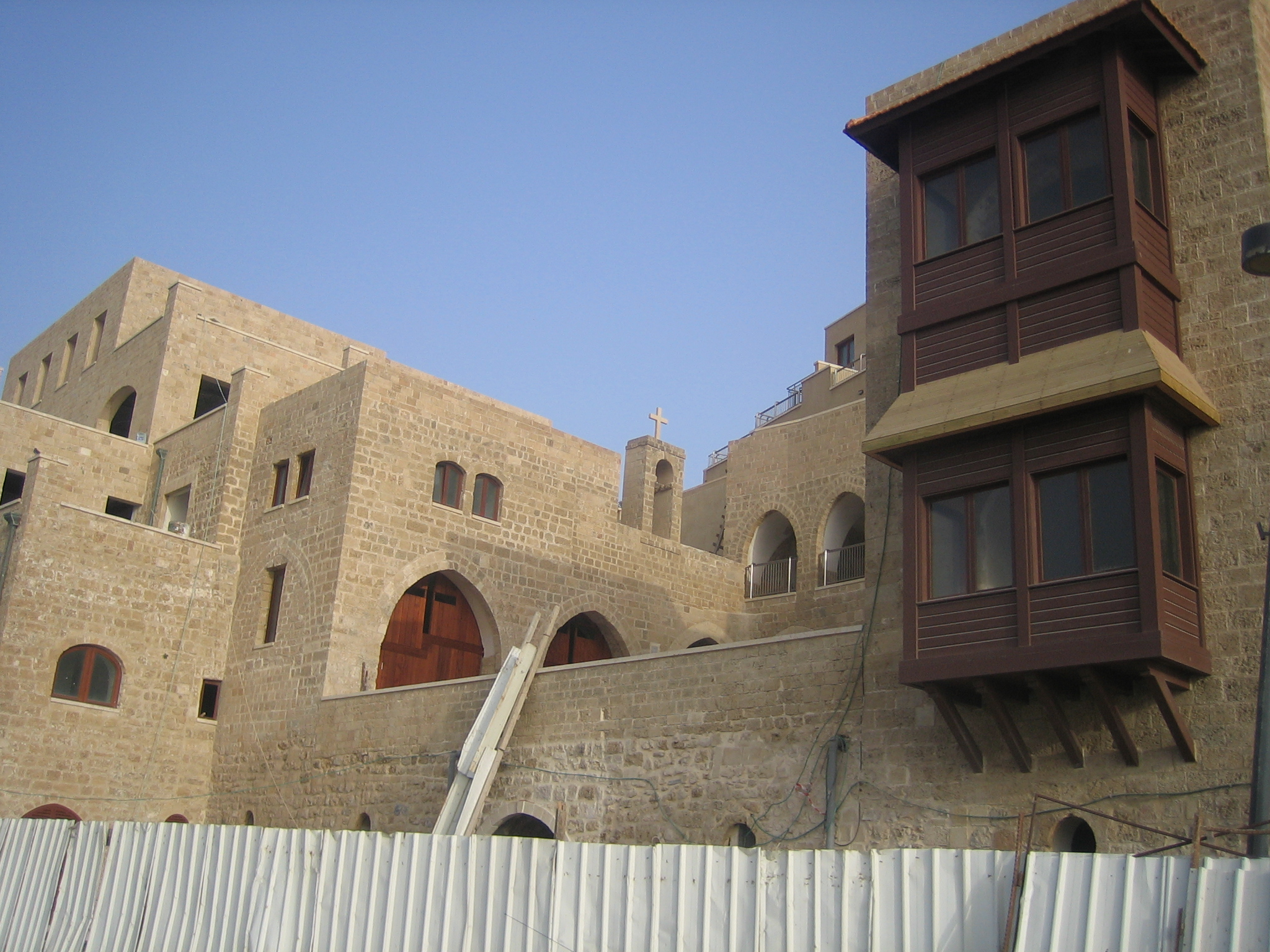
Fenêtres du monastère donnant sur la mer

Le monastère Saint-Nicolas est un ancien monastère médiéval, situé dans la vieille ville de Jaffa, en Israël, qui appartient toujours à l'église apostolique arménienne. Après rénovation en 2008, les locaux sont loués comme appartements et lieux commerciaux. L'Église arménienne conserve néanmoins une chapelle dans la cour intérieure surélevée.
Le monastère, situé au bord de la mer, offre une vue remarquable. On aperçoit aussi au loin les gratte-ciel de Tel-Aviv.

## Illustrations

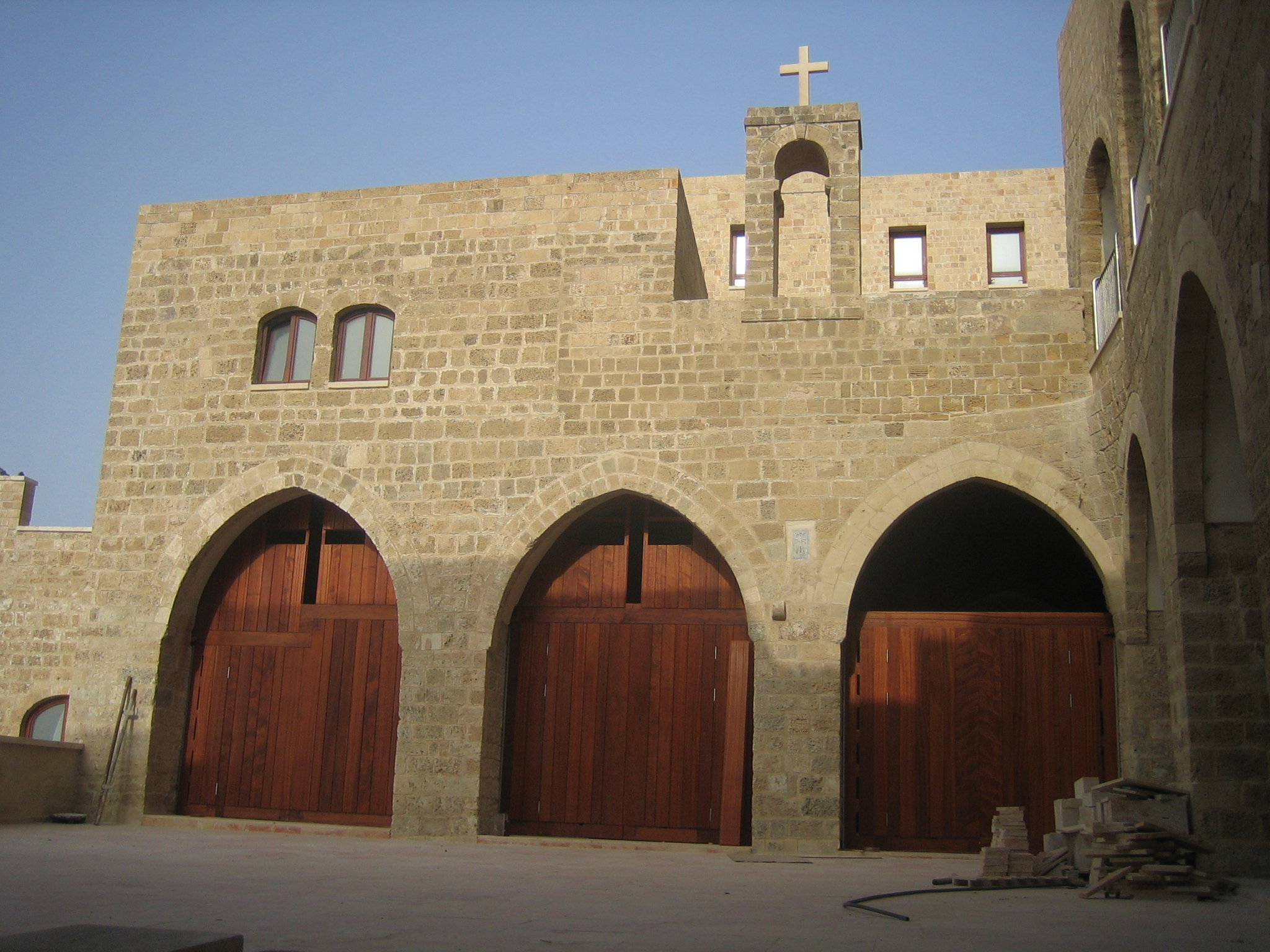
Chapelle donnant sur la terrasse
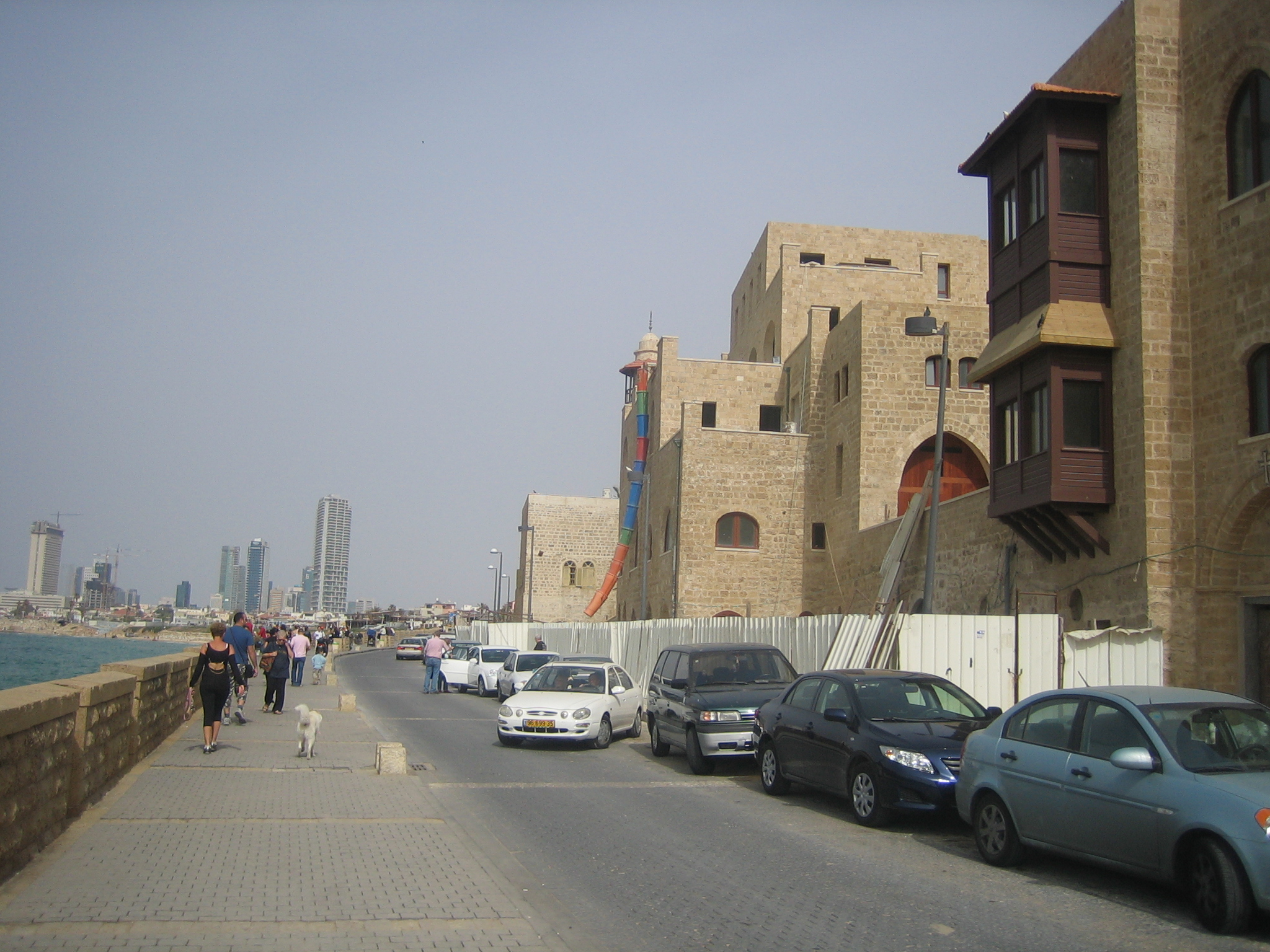
Promenade au bord de la mer
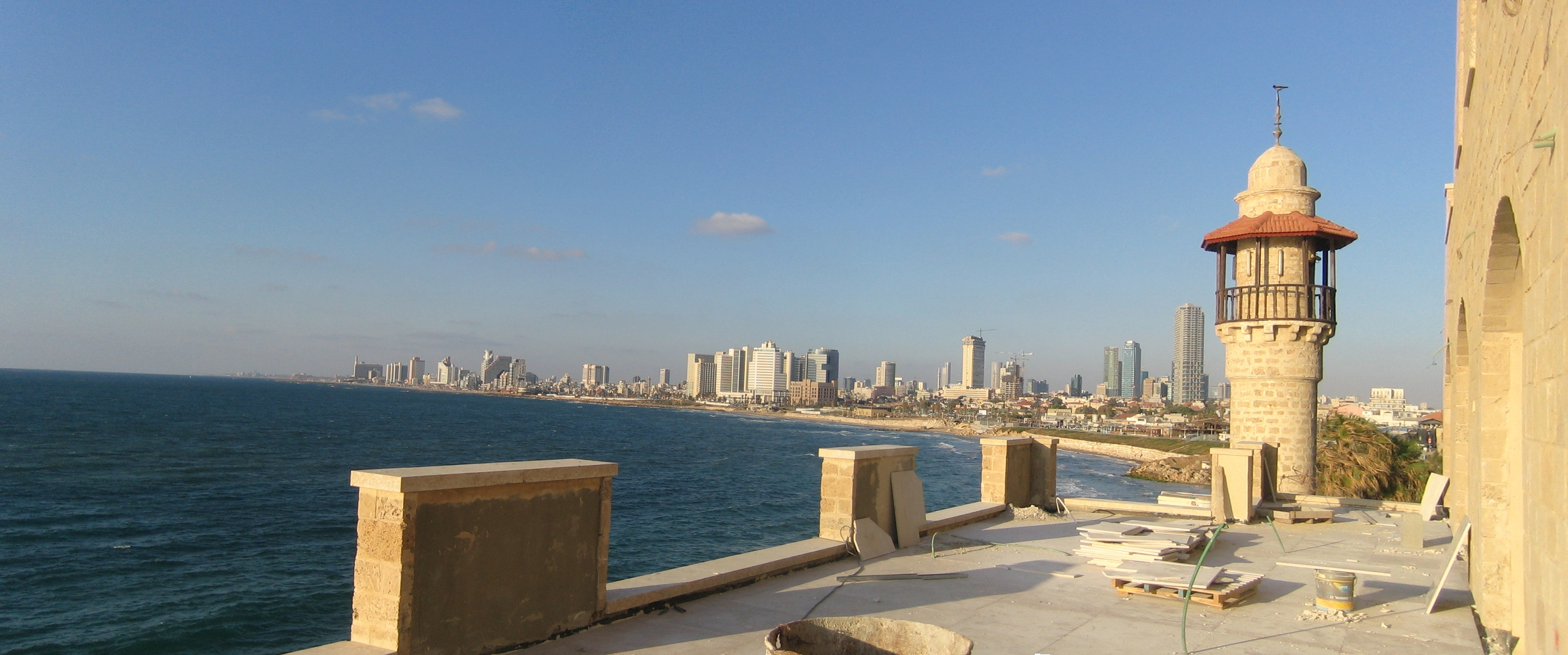
Vue de Tel-Aviv d'un balcon du monastère

## Source
- (en) Cet article est partiellement ou en totalité issu de l’article de Wikipédia en anglais intitulé « Saint Nicholas Monastery, Jaffa » (voir la liste des auteurs).